# Parafia bł. Karoliny Kózkówny w Tychach

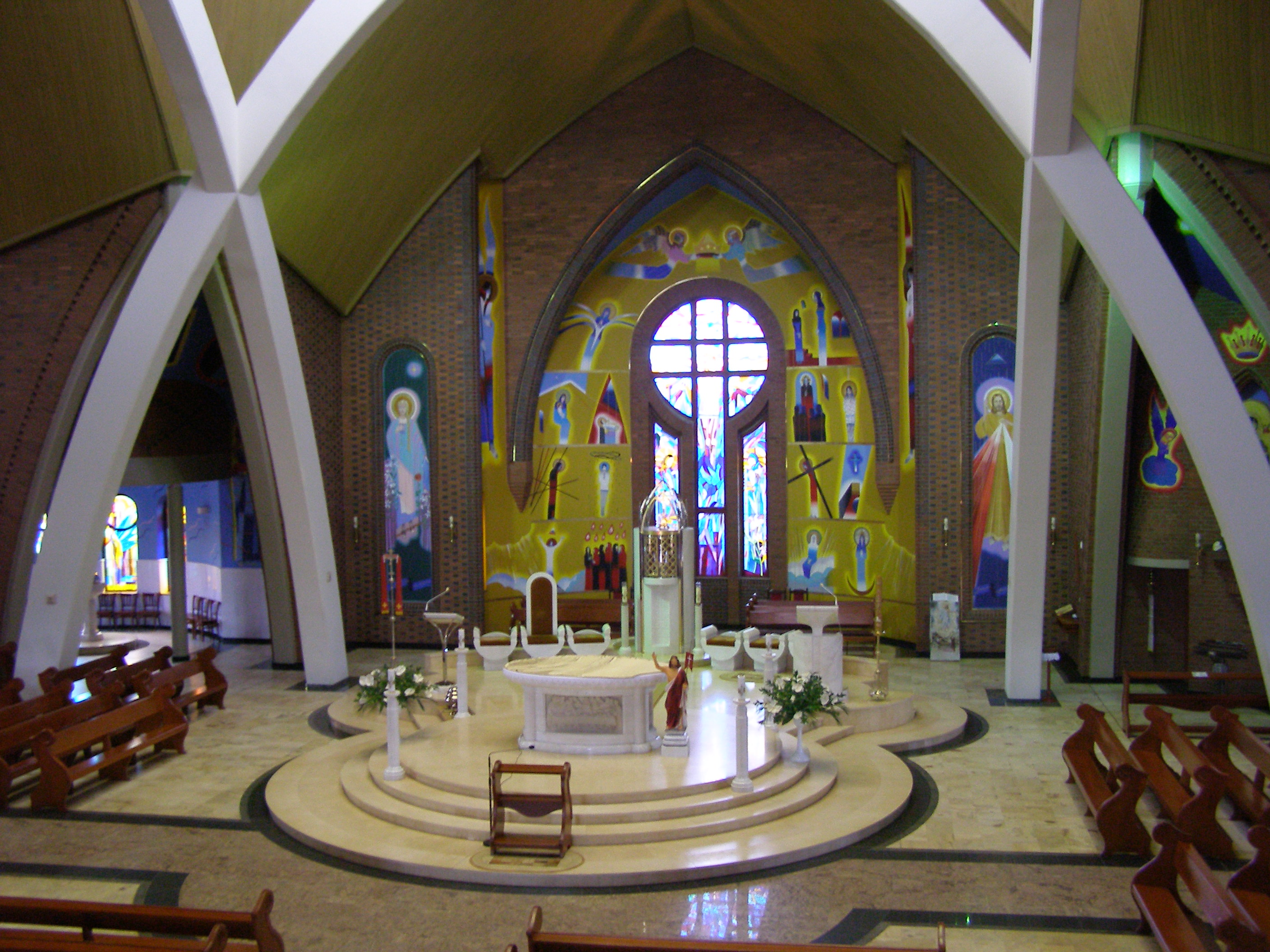
Wnętrze kościoła parafialnego

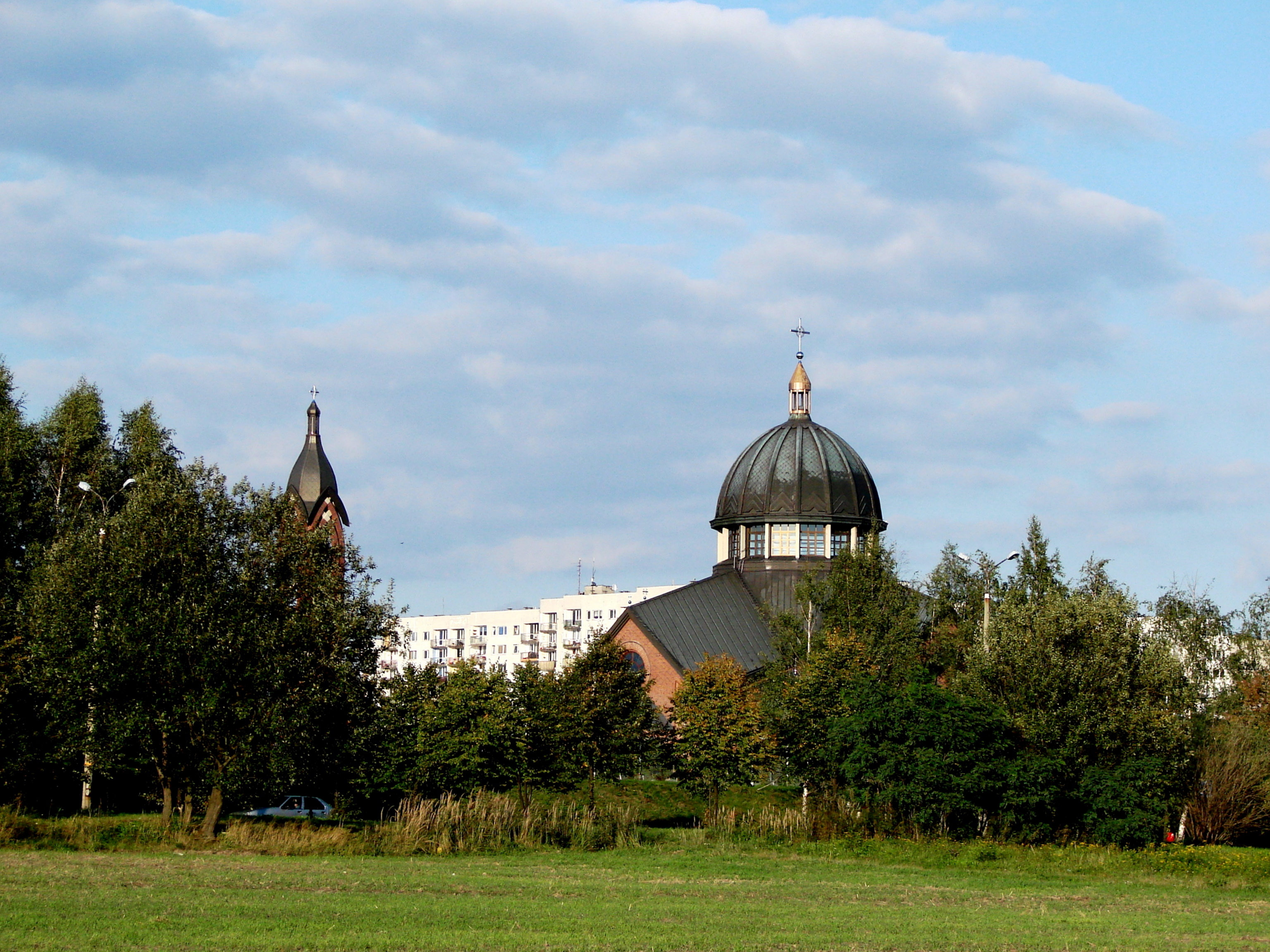
Kościół pw. bł. Karoliny Kózkówny

Parafia bł. Karoliny Kózkówny – rzymskokatolicka parafia znajdująca się w Tychach. Parafia należy do dekanatu Tychy Nowe w archidiecezji katowickiej.

## Początki
Znaczna rozbudowa miasta Tychy po II wojnie światowej spowodowała konieczność budowy kolejnych kościołów i punktów katechetycznych, które pozwoliłyby objąć opieką duszpasterską napływającą ludność z całej Polski. Miasto jednak w zamyśle było budowane jako miasto socjalistyczne, w którym nie przewidywano miejsc kultu. W połowie lat 80. XX wieku można było zauważyć nieznaczną poprawę relacji: Kościół – państwo, co umożliwiło budowę obiektów sakralnych, także w Tychach.
30 października 1987 r. zostało wskazane miejsce przez wojewodę katowickiego na budowę punktu katechetycznego w Tychach na osiedlu „T”. Budowniczym punktu katechetycznego został mianowany 16 czerwca 1987 r. ks. Jerzy Pająk, który w 1988 r. rozpoczął prace związane z realizacją tegoż projektu. Miejsce budowy zostało poświęcone przez biskupa Damiana Zimonia 6 sierpnia 1989 r. W okresie od 26 sierpnia 1989 r. istniała tymczasowa parafia bł. Karoliny Kózkówny, a 21 października 1990 r. ostatecznie ustanowiono parafię, ustalając jednocześnie jej granice. 22 sierpnia 1992 r. nowym proboszczem został mianowany ks. Józef Szklorz, który 17 grudnia 1992 r. za symboliczną sumę 100 złotych, kupił od miasta działkę pod budowę kościoła.

## Budowa kościoła
13 sierpnia 1993 r., po zatwierdzeniu przez władze miejskie projektu kościoła i zaplecza duszpasterskiego, zostało wydane pozwolenie na rozpoczęcie budowy. Od razu też podjęto roboty ziemne, a pierwszą cegłę położył 3 maja 1994 r. ks. abp Damian Zimoń,
kiedy to rozpoczęto uroczyście wznoszenie murów kościoła.
25 grudnia 1994 r. parafia wzbogaciła się o nowe dzwony: pierwszy nazwany imieniem Maria o wadze 700 kg, drugi – Józef o wadze 350 kg i trzeci – Barbara ważący 220 kg. Zostały one umieszczone na konstrukcji, która miała zostać wbudowana w planowaną dzwonnicę. Wszystkie dzwony zostały wykonane przez firmę Felczyńskich z Przemyśla. Budowę dzwonnicy, o wysokości 30 m, rozpoczęto 10 października 1998 r., a ukończono ją 25 października 2000 r. Obecnie w dzwonnicy zamontowane są cztery dzwony. Prócz trzech, już wymienionych, jest także dzwon Jubileuszowy o wadze 1500 kg. 15 czerwca 1999 r. papież Jan Paweł II poświęcił w Gliwicach kamień węgielny, wmurowany w ścianę kościoła 3 czerwca 2000 r. Budowę zakończono 18 listopada 2000 r. uroczystą mszą świętą, podczas której ks. abp Damian Zimoń dokonał konsekracji kościoła. W mszy uczestniczył także ks. bp Wiktor Skworc ordynariusz diecezji tarnowskiej, z której pochodziła patronka bł. Karolina Kózkówna.

## Wystrój kościoła
Projektantem kościoła jest Grzegorz Ratajski, konstruktorem obiektu Marian Krenzel, a kierownikiem budowy był Józef Kozłowski. Projekt wnętrza, polichromię, stacje Drogi Krzyżowej są autorstwa Romana Kalarusa i Joanny Piech–Kalarus. Wokół kościoła w 2002 r. zostały ustawione stacje Drogi Krzyżowej wykonane w drewnie przez Antoniego Toborowicza, a w wolno stojącej dzwonnicy znajduje się kapliczka z płaskorzeźbą Najświętszego Serca Pana Jezusa. Przy kościele w 2009 r. został poświęcony przez ks. abp Damiana Zimonia Ogród Różańcowy, który został zaprojektowany przez Grzegorza Ratajskiego, a 20 tajemnic różańca wykonał Antoni Toborowicz. W centrum ogrodu znajduje się figura Matki Bożej z Lourdes. Artystycznie nawiązują one do wystroju wnętrza kościoła i kaplicy św. Rodziny znajdującej się pod kościołem. W kaplicy tej ustawiona jest figura Matki Bożej Fatimskiej, poświęcona 11 września 1996 r. przez abpa Damiana Zimonia. 21 czerwca 2001 r. parafia otrzymała Nagrodę Specjalną oraz Nagrodę II Stopnia w Grupie X w konkursie „Budowa Roku 2000”. Konkurs był organizowany przez Ministerstwo Rozwoju Regionalnego i Budownictwa, Polski Związek Inżynierów i Techników, Urząd Mieszkalnictwa i Rozwoju Miast i Główny Urząd Nadzoru Budowlanego.

## Duszpasterstwo
Wśród parafian szczególnie rozpowszechniony jest kult Matki Bożej Nieustającej Pomocy. W każdą środę o godz. 17.30 jest odprawiane nabożeństwo do MBNP, podczas którego są odczytywane prośby i podziękowania za otrzymane łaski za pośrednictwem Matki Bożej. W kościele znajduje się ikona z wizerunkiem Matki Boskiej Nieustającej Pomocy po prawej stronie prezbiterium. W parafii ma miejsce cotygodniowa, całodniowa adoracja Najświętszego Sakramentu. W każdy czwartek od godz. 8.00 do godz. 17.30 w kaplicy pod kościołem gromadzą się wierni, aby modlić się przed Najświętszym Sakramentem. Przy parafii działa Ośrodek Caritas Chritoforos, którego celem jest niesienie pomocy osobom potrzebującym. Powstał on z inicjatywy ks. Józefa Szklorza jesienią 1990 r., a jego działalność prowadzona była początkowo na osiedlu „F” w Tychach. Jednak po oddaniu do użytku nowego budynku, w którym znajdowały się: probostwo, kancelaria i salki katechetyczne, Christoforos został przeniesiony 6 grudnia 1997 r. do specjalnie w celu zaadaptowanych pomieszczeń po byłym probostwie. Ośrodek niesie pomoc dla ok. 60 dzieci. Obejmuje ona codzienne wydawanie obiadów, podwieczorków, pomoc w nauce, organizację letnich i zimowych kolonii charytatywnych w Domu Kolonijnym w Wiśle. Od 1 stycznia 2001 r. z ośrodka korzysta także licząca ok. 30 osób grupa emerytów, rencistów o niskich dochodach, która może liczyć na wsparcie ze strony parafii. Organizowane są także liczne spotkania dla poszczególnych grup wiekowych, począwszy od dzieci, poprzez młodzież i dorosłych a skończywszy na emerytach i rencistach, co pozwala zintegrować parafian. W ośrodku prócz pracowników etatowych, działa także liczna grupa wolontariuszy, która zaangażowana jest przede wszystkim w pracę z potrzebującymi dziećmi. W odpowiedzi na ciągle rosnące potrzeby związane z działalnością Ośrodka Caritas Christoforos, podjęta została w marcu 2004 r. budowa Domu Parafialnego „Wyobraźnia Miłosierdzia”. Projektowany budynek wraz z istniejącą już Aulą Jana Pawła II, która powstała w listopadzie 2001 r. po przebudowie byłej kaplicy i byłego probostwa oraz przyległymi boiskami, będzie mógł rozszerzyć swoją działalność i w ten sposób odpowiedzieć na rosnące potrzeby parafii.

## Proboszczowie
- ks. Jerzy Pająk (1989–1992)
- ks. prałat Józef Szklorz (1992–2023)
- ks. Grzegorz Kolbiarz (od 2023)[2]